# Molophilus anthracinus
Molophilus anthracinus là một loài ruồi trong họ Limoniidae. Chúng phân bố ở miền Cổ bắc.